# Río Cuarto
Río Cuarto, auch Río 4, ist eine Stadt in Zentral-Argentinien, gelegen im Süden der Provinz Córdoba. Río Cuarto ist mit 157.000 Einwohnern die zweitgrößte Stadt der Provinz und das Zentrum einer fruchtbaren landwirtschaftlich genutzten Ebene sowie Bezirkshauptstadt des Bezirks (Departamentos) Río Cuarto.

## Geografie
Río Cuarto liegt am Río Chocancharava auf 400 Metern Höhe in einer weitläufigen Ebene in Zentralargentinien und ist nordöstliche Grenze der Pampa. Der Fluss hieß früher Río Cuarto und gab der Stadt ihren Namen. In der Nähe befindet sich das Gebirge Sierras del Sur und die Sierra de los Comechingones mit Wandmalereien der Comechingones.

Flagge von Río Cuarto

Río Cuarto liegt 220 km von Córdoba und 600 km von Buenos Aires entfernt. Die durchschnittlichen Tagshöchst- und Tiefstwerte werden erreicht im Dezember mit ca. 30 °C und im Juli mit ca. 16 °C.
40 km nordöstlich von Río Cuarto liegen die 1990 entdeckten 11 länglichen, bis zu 4,5 km breiten, Meteoriten-Einschlagkrater namens Río-Cuarto-Krater.

## Klima
|                        | Jan   | Feb  | Mär   | Apr  | Mai  | Jun  | Jul  | Aug  | Sep  | Okt  | Nov   | Dez   |   |       |
| Mittl. Temperatur (°C) | 23,2  | 22,4 | 19,8  | 16,4 | 12,8 | 9,5  | 8,9  | 11,2 | 13,2 | 17,5 | 20,1  | 22,4  | ⌀ | 16,4  |
| Mittl. Tagesmax. (°C)  | 29,4  | 28,6 | 26,0  | 22,8 | 19,4 | 15,6 | 15,3 | 18,3 | 19,9 | 24,0 | 26,6  | 28,4  | ⌀ | 22,8  |
| Mittl. Tagesmin. (°C)  | 17,8  | 17,1 | 14,9  | 11,8 | 8,0  | 4,7  | 4,2  | 5,9  | 7,7  | 11,6 | 14,4  | 16,8  | ⌀ | 11,2  |
|                        |       |      |       |      |      |      |      |      |      |      |       |       |   |       |
| Niederschlag (mm)      | 140,1 | 88,3 | 118,6 | 51,0 | 24,3 | 9,4  | 19,3 | 12,5 | 48,0 | 71,5 | 132,4 | 131,5 | Σ | 846,9 |
|                        |       |      |       |      |      |      |      |      |      |      |       |       |   |       |
| Regentage (d)          | 10    | 8    | 10    | 6    | 4    | 2    | 4    | 3    | 5    | 7    | 9     | 11    | Σ | 79    |

| 17,8 |

| 17,1 |

| 14,9 |

| 11,8 |

| 8,0 |

| 4,7 |

| 4,2 |

| 5,9 |

| 7,7 |

| 11,6 |

| 14,4 |

| 16,8 |

| 17,8 |

| 17,1 |

| 14,9 |

| 11,8 |

| 8,0 |

| 4,7 |

| 4,2 |

| 5,9 |

| 7,7 |

| 11,6 |

| 14,4 |

| 16,8 |

## Geschichte
Ursprünglich wurde das Gebiet von dem Nomadenvolk der Taluhet besiedelt. Nach der Gründung Córdoba siedelten sich ab 1573 die Spanier an. 1750 erlebte die Region mit der Ansiedlung eines Klosters einen wirtschaftlichen Aufschwung („La Primera Colonización del Río Cuarto“). 1776 wurde die Region dem Vizekönigreich Río de la Plata zugeordnet. Aus dieser Zeit stammt die Festung von Santa Catalina, die Sicherungseinrichtungen der Glocken und das 1782 erbaute Fort des Kommandanten Agustín de Balmaceda. 1784 übernahm der spätere Vizekönig Rafael de Sobremonte als Vertreter des Gouverneurs von Córdoba del Tucumán die Herrschaft über die Region.
Am 11. November 1786 wurde die Stadt La Villa de la Inmaculada Concepción de Nuestra Señora del Río Cuarto gegründet. 1829 war die Stadt Schauplatz der kriegerischen Auseinandersetzungen zwischen den Anhängern der Bundesstaaten (Partido Federal) und des Einheitsstaates (Partido Unitario).
Ab 1880 erlebte die Region eine massive Ansiedlung von Einwanderern aus Italien und Spanien. 1883 wurde die heutige Verwaltungsstruktur der Stadt Río Cuarto eingeführt; erster Bürgermeister war Irusta Moses. Im Jahr 1887 hatte die Stadt 11.649 Einwohner.

## Wirtschaft, Bildung und Kultur
Die Wirtschaft der Stadt gründet vor allem auf der Agrarindustrie, die die Produkte der landwirtschaftlich geprägten Ebenen in der Umgebung verarbeitet. Zudem ist die Stadt ein Handelszentrum an der Schnittstelle der Nationalstraßen Ruta Nacional 36, 158, 8, 35.
Río Cuarto ist Sitz der 1971 gegründeten Universidad Nacional de Río Cuarto (UNRC), einem wichtigen Universitätsstandort in Zentralargentinien. Seit 1934 ist Rio Cuarto Bischofssitz des Bistums Villa de la Concepción del Río Cuarto mit der Kathedrale Inmaculada Concepción (Unbefleckte Empfängnis). In Rio Cuarto befindet sich eine Geschäftsstelle der Intercambio Cultural Aleman-Latinoamericano (ICALA).
Río Cuarto hat 7 km außerhalb des Stadtzentrums einen lokalen Flughafen (Aeropuerto de Rio Cuarto; IATA-Code: RCU); den nächsten internationalen Flughafen gibt es in Córdoba. Bekannt ist die Motorsport-Rennstrecke Autódromo Parque Ciudad de Río Cuarto. Río Cuarto war Haltepunkt auf der ersten Etappe der Rallye Dakar 2010.
National bekannt ist der Sportverein Club Sportivo y Biblioteca Atenas.

## Städtepartnerschaften
- Coquimbo, Chile, Antrag auf eine Städtepartnerschaft seit dem 1. November 2004
- Valparaíso, Chile, Antrag auf eine Städtepartnerschaft seit dem 3. Oktober 2005
- Vinaròs, Spanien, seit dem 3. November 2005

## Söhne und Töchter der Stadt
- Pedro Eugenio Aramburu (1903–1970), General und Politiker
- Ricardo Obregón Cano (1917–2016), Politiker
- Jorge Wehbe (1920–1998), Jurist und Ökonom
- Julio Ducuron (* 1946), Impressionist
- Horacio Carbonetti (* 1947), Golfspieler
- Carlos José Tissera (* 1951), katholischer Bischof von San Francisco, Argentinien
- Luis Carbonetti (* 1953), Golfspieler
- Mauricio Molina (* 1966), Golfspieler
- Fernando Daniel Rodríguez (* 1970), römisch-katholischer Geistlicher, Weihbischof in Lomas de Zamora
- Agustín Calleri (* 1976), Tennisspieler
- Pablo Aimar (* 1979), Fußballspieler
- Fabricio Fabio Fuentes (* 1976), Tennisspieler
- Franco Costanzo (* 1980), argentinisch-italienischer Fußballspieler
- Guillermo Ariel Pereyra (* 1980), italienisch-argentinischer Fußballspieler
- Rosa Godoy (* 1982), Leichtathletin
- Cristian Sánchez Prette (* 1985), Tennisspieler
- Franco Agamenone (* 1993), Tennisspieler